# 蒙卡尔维略
蒙卡尔维略，是西班牙卡斯蒂利亚-莱昂布尔戈斯省的一个市镇。总面积27平方公里，总人口111人（2001年），人口密度4人/平方公里。